# Джахангирбейли
Джахангирбейли (азерб. Cahangirbəyli) — село в Зангеланском районе Азербайджана. Расположено село на левом берегу реки Охчучай, к юго-востоку от Зангелана и к северо-востоку от Миндживана, на высоте 409 м над уровнем море.

## История
Согласно результатам Азербайджанской сельскохозяйственной переписи 1921 года, Джагангирбекли с отсёлком Джевабекли Зангеланского сельского общества Кубатлинского уезда Азербайджанской ССР населяли 335 человек (83 хозяйства), преобладающая национальность — тюрки азербайджанские (азербайджанцы).
По состоянию на 1 января 1933 года Джахангирбейли вместе с сёлами Гизин, Тери, Великулубейли образовывало Джахангирбейлинкский сельсовет Зангеланского района Азербайджанской ССР. В селе проживало 75 человек (32 хозяйства, 36 мужчин и 39 женщин). Национальный состав всего сельсовета, на 100 % состоял из тюрков (азербайджанцев).
В октябре 1993 года в ходе Первой карабахской войны территория Зангеланского района была занята армянскими силами.
Согласно административно-территориальному делению непризнанной Нагорно-Карабахской Республики, контролировавшей населённый пункт с 1993 года, располагалось в Кашатагском районе НКР и именовалось Ван (арм. Վան), согласно резолюции СБ ООН считалось оккупированным армянскими силами.
21 октября 2020 года в ходе Второй карабахской войны президент Азербайджана Ильхам Алиев объявил, что «азербайджанская армия освободила от оккупации» село Джахангирбейли.

### Известные уроженцы
В Джахангирбейли родился Эльнур Нуриев — сержант, Национальный Герой Азербайджана.